# 文森特·梅西
文森特·梅西（英語：Vincent Massey）（1887年—1967年），加拿大律师、外交官，1952年獲佐治六世委任為加拿大总督至1959年卸任，是第一位出生于加拿大本土的加拿大总督。

## 生平
文森特·梅西生于加拿大安大略省多伦多。曾就读于多伦多大学，之后在牛津大学获得文学硕士学位。曾於1917年服役，之後短暫進入內閣，並於1925年成為樞密院成員，繼而發展外交事業，先後擔任第一代加拿大駐美國特命全權公使，以及加拿大駐英國高級專員。1946年返國，六年後成為總督。卸任後於多倫多大學成立梅西書院。最後在英國倫敦渡假時薨逝，遺體送返加拿大進行國葬。